# Relaciones Cuba-Nauru
Las relaciones Cuba-Nauru se refiere a las relaciones bilaterales entre Cuba y Nauru.
En junio de 2007, Nauru adoptó el "método de alfabetización cubano", según se informa utilizó también en varios otros países. En octubre de 2007, el ministro de Relaciones Exteriores de Nauru y Ministro de Comercio David Adeang viajó a Cuba para fortalecer las relaciones entre las dos naciones insulares. Esto llevó a la creación de una Comisión Intergubernamental Conjunta Cuba-Nauru para la Cooperación Económica. Un número no especificado de médicos cubanos está sirviendo en Nauru.
En diciembre de 2010, el presidente Marcus Stephen de Nauru realizó su primera visita de Estado a Cuba, reuniéndose con el presidente Raúl Castro para "revisar el estado de las relaciones bilaterales y fortalecerlas". Stephen también "se refirió a la amenaza del calentamiento global a su país" durante las conversaciones.